# Associazione Calcio Lanerossi Vicenza 1956-1957
Questa voce raccoglie le informazioni riguardanti l'Associazione Calcio Lanerossi Vicenza nelle competizioni ufficiali della stagione 1956-1957.

## Rosa
| N. |                      | Ruolo | Calciatore                |
| -- | -------------------- | ----- | ------------------------- |
|    | Italia (bandiera)    | P     | Lucidio Sentimenti        |
|    | Italia (bandiera)    | P     | Gianbattista Servidati    |
|    | Italia (bandiera)    | P     | Franco Luison             |
|    | Italia (bandiera)    | D     | Remo Lancioni             |
|    | Italia (bandiera)    | D     | Gianfranco Dell'Innocenti |
|    | Italia (bandiera)    | D     | Sergio Manente            |
|    | Italia (bandiera)    | D     | Giancarlo Capucci         |
|    | Italia (bandiera)    | D     | Gino Giaroli              |
|    | Argentina (bandiera) | D     | Pietro Chiappin           |
|    | Italia (bandiera)    | D     | Giulio Savoini            |
|    | Italia (bandiera)    | D     | Guglielmo Burelli         |

| N. |                      | Ruolo | Calciatore           |
| -- | -------------------- | ----- | -------------------- |
|    | Italia (bandiera)    | C     | Mario David          |
|    | Italia (bandiera)    | C     | Emilio Bonci         |
|    | Italia (bandiera)    | C     | Giorgio Michelotti   |
|    | Italia (bandiera)    | C     | Giorgio Turchi       |
|    | Svezia (bandiera)    | A     | Jan Aronsson         |
|    | Italia (bandiera)    | A     | Sergio Campana       |
|    | Italia (bandiera)    | A     | Enrico Motta         |
|    | Italia (bandiera)    | A     | Giorgio Valentinuzzi |
|    | Argentina (bandiera) | A     | Francisco Lojacono   |
|    | Italia (bandiera)    | A     | Renzo Cappellaro     |
|    | Italia (bandiera)    | A     | Luigi Menti          |

## Risultati

### Serie A

#### Girone di andata
| 16 settembre 1956 1ª giornata | Palermo | 3 – 1 | L.R. Vicenza |  |

| 23 settembre 1956 2ª giornata | L.R. Vicenza | 1 – 1 | Udinese |  |

| 30 settembre 1956 3ª giornata | Lazio | 2 – 0 | L.R. Vicenza |  |

| 7 ottobre 1956 4ª giornata | L.R. Vicenza | 2 – 0 | Atalanta |  |

| 14 ottobre 1956 5ª giornata | Torino | 2 – 1 | L.R. Vicenza |  |

| 21 ottobre 1956 6ª giornata | L.R. Vicenza | 0 – 0 | Napoli |  |

| 28 ottobre 1956 7ª giornata | Inter | 3 – 1 | L.R. Vicenza |  |

| 18 novembre 1956 8ª giornata | L.R. Vicenza | 3 – 2 | Sampdoria |  |

| 25 novembre 1956 9ª giornata | Padova | 1 – 1 | L.R. Vicenza |  |

| 2 dicembre 1956 10ª giornata | L.R. Vicenza | 1 – 1 | Juventus |  |

| 16 dicembre 1956 11ª giornata | Triestina | 2 – 1 | L.R. Vicenza |  |

| 23 dicembre 1956 12ª giornata | L.R. Vicenza | 1 – 0 | Roma |  |

| 30 dicembre 1956 13ª giornata | SPAL | 5 – 2 | L.R. Vicenza |  |

| 6 gennaio 1957 14ª giornata | Bologna | 1 – 1 | L.R. Vicenza |  |

| 13 gennaio 1957 15ª giornata | L.R. Vicenza | 4 – 0 | Fiorentina |  |

| 20 gennaio 1957 16ª giornata | L.R. Vicenza | 0 – 1 | Genoa |  |

| 27 gennaio 1957 17ª giornata | Milan | 4 – 2 | L.R. Vicenza |  |

#### Girone di ritorno
| 3 febbraio 1957 18ª giornata | L.R. Vicenza | 4 – 1 | Palermo |  |

| 10 febbraio 1957 19ª giornata | Udinese | 3 – 2 | L.R. Vicenza |  |

| 17 febbraio 1957 20ª giornata | L.R. Vicenza | 1 – 1 | Lazio |  |

| 24 febbraio 1957 21ª giornata | Atalanta | 1 – 1 | L.R. Vicenza |  |

| 3 marzo 1957 22ª giornata | L.R. Vicenza | 1 – 2 | Torino |  |

| 10 marzo 1957 23ª giornata | Napoli | 1 – 0 | L.R. Vicenza |  |

| 17 marzo 1957 24ª giornata | L.R. Vicenza | 2 – 1 | Inter |  |

| 24 marzo 1957 25ª giornata | Sampdoria | 5 – 0 | L.R. Vicenza |  |

| 31 marzo 1957 26ª giornata | L.R. Vicenza | 0 – 0 | Padova |  |

| 7 aprile 1957 27ª giornata | Juventus | 0 – 1 | L.R. Vicenza |  |

| 14 aprile 1957 28ª giornata | L.R. Vicenza | 3 – 1 | Triestina |  |

| 28 aprile 1957 29ª giornata | Roma | 2 – 2 | L.R. Vicenza |  |

| 5 maggio 1957 30ª giornata | L.R. Vicenza | 4 – 1 | SPAL |  |

| 19 maggio 1957 31ª giornata | L.R. Vicenza | 2 – 1 | Bologna |  |

| 2 giugno 1957 32ª giornata | Fiorentina | 2 – 1 | L.R. Vicenza |  |

| 9 giugno 1957 33ª giornata | Genoa | 0 – 0 | L.R. Vicenza |  |

| 16 giugno 1957 34ª giornata | L.R. Vicenza | 3 – 1 | Milan |  |

## Statistiche

### Statistiche di squadra
| Competizione | Punti | In casa | In casa | In casa | In casa | In casa | In casa | In trasferta | In trasferta | In trasferta | In trasferta | In trasferta | In trasferta | Totale | Totale | Totale | Totale | Totale | Totale | DR |
| Competizione | Punti | G       | V       | N       | P       | Gf      | Gs      | G            | V            | N            | P            | Gf           | Gs           | G      | V      | N      | P      | Gf     | Gs     | DR |
| ------------ | ----- | ------- | ------- | ------- | ------- | ------- | ------- | ------------ | ------------ | ------------ | ------------ | ------------ | ------------ | ------ | ------ | ------ | ------ | ------ | ------ | -- |
| Serie A      | 32    | 17      | 10      | 5       | 2       | 32      | 14      | 17           | 1            | 5            | 11           | 17           | 37           | 34     | 11     | 10     | 13     | 49     | 51     | -2 |

### Statistiche dei giocatori
| Giocatore         | Serie A  | Serie A |
| Giocatore         | Presenze | Reti    |
| ----------------- | -------- | ------- |
| J. Aronsson       | 33       | 6       |
| E. Bonci          | 8        | 0       |
| G. Burelli        | 3        | 0       |
| S. Campana        | 26       | 7       |
| R. Cappellaro     | 3        | 1       |
| G. Capucci        | 25       | 0       |
| P. Chiappin       | 17       | 0       |
| M. David          | 32       | 2       |
| G. Dell'Innocenti | 29       | 0       |
| G. Giaroli        | 25       | 1       |
| R. Lancioni       | 32       | 0       |
| F. Lojacono       | 18       | 11      |
| F. Luison         | 5        | -7      |
| S. Manente        | 26       | 8       |
| L. Menti          | 1        | 0       |
| E. Motta          | 21       | 2       |
| G. Savoini        | 15       | 3       |
| L. Sentimenti     | 24       | -34     |
| G. Servidati      | 5        | -10     |
| G. Turchi         | 6        | 1       |
| G. Valentinuzzi   | 20       | 4       |